# 基輔水博物館

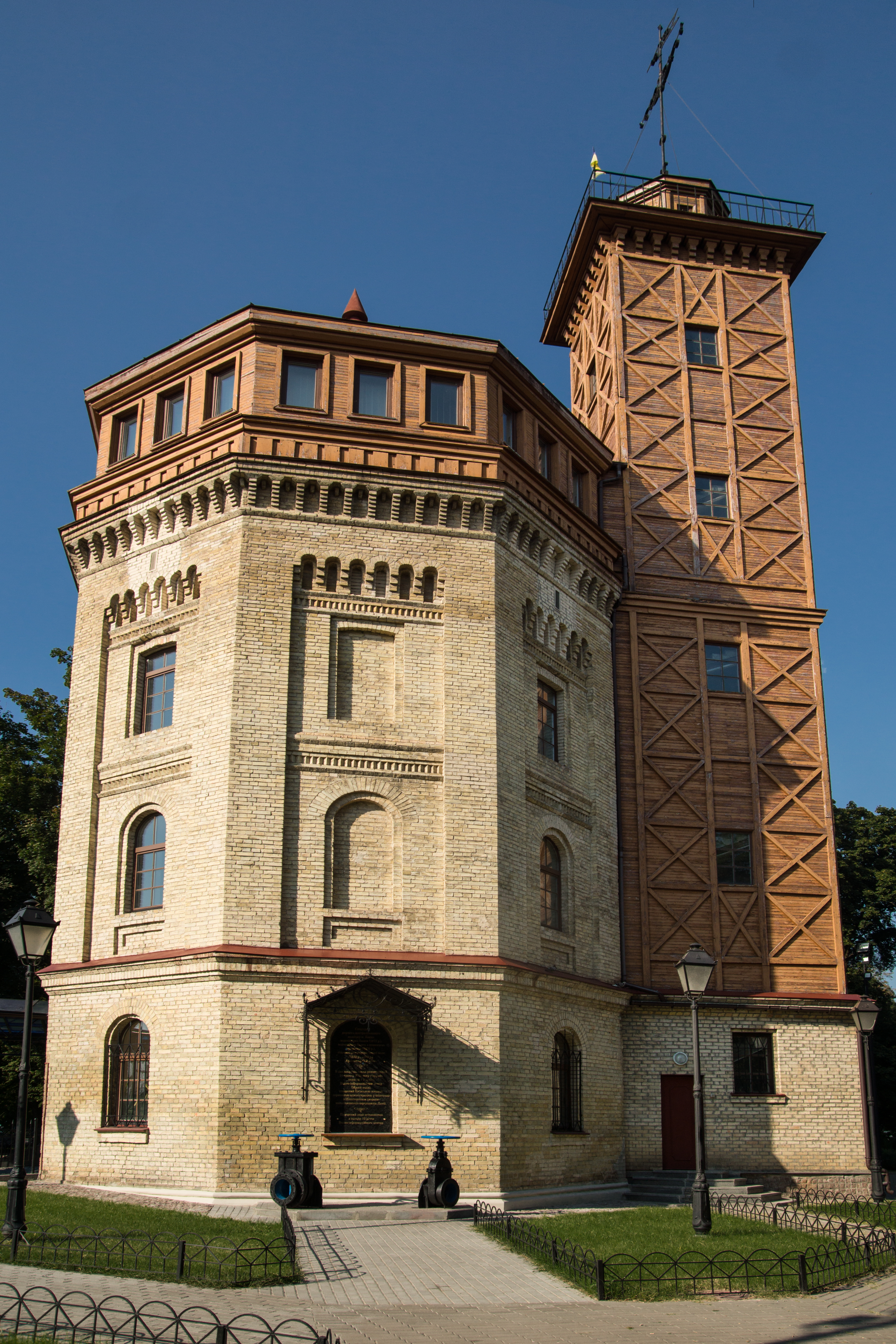
基輔水博物館

基輔水博物館（Водно-інформаційний центр）是烏克蘭基輔的一座博物館和教育中心，位於一座建於19世紀中期的城市早期供水系統建築內，講解現代基輔的供水系統和污水處理的歷史。基輔水博物館是基輔最受歡迎的文化機構之一。2014年4月，基輔水博物館迎來了其第150萬名遊客。

## 外部連結
- Water Museum (Information Center of Water) （页面存档备份，存于）
- Water Museum （页面存档备份，存于） // TripAdvisor
- Water Museum (Water Information Center) （页面存档备份，存于）